# Кавалезе
Кавалезе (итал. Cavalese) је насеље у Италији у округу Тренто, региону Трентино-Јужни Тирол.
Према процени из 2011. у насељу је живело 3107 становника. Насеље се налази на надморској висини од 989 м.

## Становништво
| 1931. | 1936. | 1951. | 1961. | 1971. | 1981. | 1991. | 2001. | 2011. |
| ----- | ----- | ----- | ----- | ----- | ----- | ----- | ----- | ----- |
| 2.811 | 2.736 | 3.161 | 3.400 | 3.499 | 3.577 | 3.553 | 3.647 | 3.953 |